# Schmidt-Zahl
Die Schmidt-Zahl {\displaystyle {\mathit {Sc}}} (nach Ernst Schmidt) ist eine dimensionslose Kennzahl der Physik. Sie beschreibt das Verhältnis von diffusivem Impulstransport zu diffusivem Stofftransport als Quotient aus der kinematischen Viskosität {\displaystyle {\nu }} eines Fluids und dem Diffusionskoeffizienten {\displaystyle D} eines darin enthaltenen chemischen Stoffes:
{\displaystyle {\mathit {Sc}}={\frac {\nu }{D}}={\frac {\eta }{\rho \cdot D}}}
mit
- dynamische Viskosität {\displaystyle \eta }
- Dichte {\displaystyle \rho .}

Die Schmidt-Zahl ist anschaulich ein Maß für das Verhältnis der Grenzschichtdicken zwischen hydrodynamischer Grenzschicht und Konzentrationsgrenzschicht.
Bei hohen Werten ({\displaystyle {\mathit {Sc}}\gg 1}) ist der Impulstransport ausgeprägter als der Stofftransport. Dies gilt z. B. für Flüssigkeiten ({\displaystyle {\mathit {Sc}}\approx 1000}), aber nicht für Gase ({\displaystyle Sc\approx 1}).
Die Schmidt-Zahl ist der Quotient der Péclet-Zahl {\displaystyle Pe}, welche advektiven mit diffusivem Stofftransport vergleicht, sowie der Reynolds-Zahl {\displaystyle Re}, welche advektiven mit diffusivem Impulstransport vergleicht:
{\displaystyle {\mathit {Sc}}={\frac {\mathit {Pe}}{\mathit {Re}}}={\frac {L\cdot v}{D}}\cdot {\frac {\nu }{d\cdot v}}}
mit
- der Geschwindigkeit {\displaystyle v}
- der charakteristischen Länge {\displaystyle L}
- dem charakteristischen Durchmesser {\displaystyle d.}

Außerdem ist die Schmidt-Zahl das Analogon der beim Wärmeübergang verwendeten Prandtl-Zahl {\displaystyle {\mathit {Pr}}} und mit dieser über die Lewis-Zahl {\displaystyle {\mathit {Le}}} verknüpft:
{\displaystyle {\mathit {Sc}}={\mathit {Pr}}\cdot {\mathit {Le}}={\frac {\nu }{a}}\cdot {\frac {a}{D}}}
mit der Temperaturleitfähigkeit {\displaystyle a}.